# 奎溪镇
奎溪镇，是中华人民共和国湖南省益阳市安化县下辖的一个乡镇级行政单位。

## 行政区划
奎溪镇下辖以下地区：
白羊社区、永兴村、奎溪坪村、言槐村、角塘村、陈家庄村、老屋溪村、黄沙溪村、卢家田村、木榴村、银玄村、雾寒村和新龙村。